# روجر روسو
روجر روسو هو دبلوماسي كندي، ولد في 6 فبراير 1921 في Trois-Pistoles ‏ في كندا، وتوفي في 26 سبتمبر 1986 في أوتاوا في كندا بسبب سرطان.

## روابط خارجية
- روجر روسو على موقع أوليمبيديا (الإنجليزية)